# 40e brigade d'artillerie (Ukraine)
Pour les articles homonymes, voir 40e brigade.
La 40e brigade d'artillerie, de son nom complet la 40e brigade séparée d'artillerie nommée d'après le grand-duc Vytautas (en ukrainien : 40 окрема артилерійська бригада імені Великого князя Вітовта, abrégé en 40 ОАБр ; numéro d'unité militaire А2227), est une grande unité des troupes d'artillerie des Forces terrestres ukrainiennes. Elle est basée en temps de paix à Pervomaïsk.

## Historique
Dans le contexte de la guerre du Donbass, la brigade est créée par l'arrêté du ministre de la Défense du 6 février 2015 et mise sur pied en mai 2015 à Pervomaïsk, dans l'ancienne caserne de la 46e division de missiles (en) de l'Armée de terre soviétique. Cette division soviétique était armée avec des missiles intercontinentaux RT-23 Molodets (alias SS-24) dans 96 silos dispersés autour de Pervomaïsk ; devenue ukrainienne en 1992, elle a été progressivement désarmée puis finalement dissoute en 2002. 
Le 23 août 2020, la veille du 29e anniversaire de l'indépendance ukrainienne, la brigade reçoit le nom « grand-duc Vytautas » à rajouter à sa titulature, en référence à Vytautas le Grand.
En septembre 2022, elle soutient de ses feux l'offensive de Kharkiv. En récompense, elle reçoit le 24 septembre la distinction Pour le Courage et la Bravoure. Au début de septembre 2023, la brigade est toujours dans la même zone, localisée sur la rive orientale de l'Oskol, entre Koupiansk et Lyman, juste en arrière du front.

## Formations et équipement
- État-major de la brigade et son QG ;
- batterie de contrôle (conduite du tir) ;
- 1re division[7] d'artillerie ;
- 2e division d'artillerie ;
- 3e division d'artillerie ;
- 4e division d'artillerie ;
- division antichar (avec des canons MT-12 Rapira) ;
- division de reconnaissance d'artillerie (pour l'acquisition de cibles) ;
- bataillon de protection « Dnipro-2 » (ex 19e bataillon d'infanterie motorisé (uk)) ;
- compagnie du génie (pour la préparation des positions de tir) ;
- compagnie de maintenance (entretien et réparation) ;
- compagnie de logistique (notamment le transport des munitions) ;
- compagnie de transmissions ;
- compagnie de radar (pour les tirs de contrebatterie) ;
- compagnie médicale (soins et évacuation) ;
- compagnie de protection NBC[8].

Au début 2023, si les obusiers 2A36 Guiatsint-B de 152 mm sont conservés, ils sont complétés par des vieux D-20, tandis que ceux 2A65 sont remplacés par des M777 de 155 mm.

## Traditions

### Insignes
L'emblème de manche en forme d'écu héraldique, divisé de gueules et de sinople au signe du grand-duc Vytautas de Lituanie, de Russie et de Zhemaitia en forme de fer de lance pointant vers le haut avec une croix pattée à senestre (qui indique le nom honorifique de la pièce) d'or, et deux canons du même disposés en forme de V le long des lignes de séparation de l'écu (indiquant le type de troupe dappartenance, et symbolisent la première lettre du nom en latin de Vytautas).
Au-dessus de l'écu, un ruban de gueule liséré d'or et l'inscription « TONNERRE ET FLAMME »
|                                  |
| embleme de manche (octobre 2020) |

|                                         |
| embleme de manche aténué (octobre 2020) |